# James Buchanan Eads
James Buchanan Eads (23 de mayo de 1820 - 8 de marzo de 1887) fue un ingeniero e inventor estadounidense de renombre mundial.

## Primeros años
Eads nació en Lawrenceburg (Indiana) en 1820. El nombre de Buchanan le fue impuesto por el primo de su madre, James Buchanan, entonces congresista y posteriormente presidente de Estados Unidos. 
James Eads fue en gran medida una persona autodidacta. Debido a los reveses financieros de su padre, abandonó la escuela a la edad de 13 años, trasladándose para trabajar y ayudar a mantener a su familia. Uno de sus primeros trabajos fue en la mercería Williams & Dühring. Su director, Barrett Williams, permitía al joven Eads pasar el tiempo en su biblioteca particular, que se encontraba encima de la tienda. En el tiempo libre, se dedicó a leer libros sobre física, mecánica, maquinaria e ingeniería.

## Actividad empresarial
A mediados del siglo XIX, la navegación fluvial de los barcos a vapor era una aventura peligrosa, que provocaba frecuentes naufragios. Eads atento a la necesidad de los comerciantes de rescatar sus mercancías del fondo de los ríos, ideó un barco especialmente diseñado para esta labor y un equipo de buceo fabricado con un barril del whisky de cuarenta galones y una manguera conectada a su parte superior para que le pudiera ser bombeado aire desde el barco. La empresa de salvamento de Eads, en el río Misisipi, tuvo un rápido éxito que le permitió retirarse de esta actividad en 1857. 

## Guerra Civil
En 1861, tras el estallido de la guerra civil americana, Eads fue llamado a Washington a instancias de su amigo, el fiscal general Edward Bates, para pedir su asesoramiento en la defensa del río Misisipi. Poco después, fue contratado para construir buques blindados para la Marina de Estados Unidos y fabricó siete de estos envíos en cinco meses. También transformó el vapor fluvial New Era en el ironclad Essex. Este tipo de naves fueron un elemento vital en el éxito de la ofensiva federal en Tennessee, Kentucky y Misisipi entre febrero y junio de 1862. Eads gustaba de escuchar las sugerencias de los oficiales de la Flotilla occidental, y usó sus lecciones aprendidas del combate para mejorar los buques durante las reparaciones después de los combates e incorporar mejoras en las sucesivas fabricaciones. Llegó a construir más de 30 de estos acorazados fluviales durante la guerra.

## Puente en el Misisipi

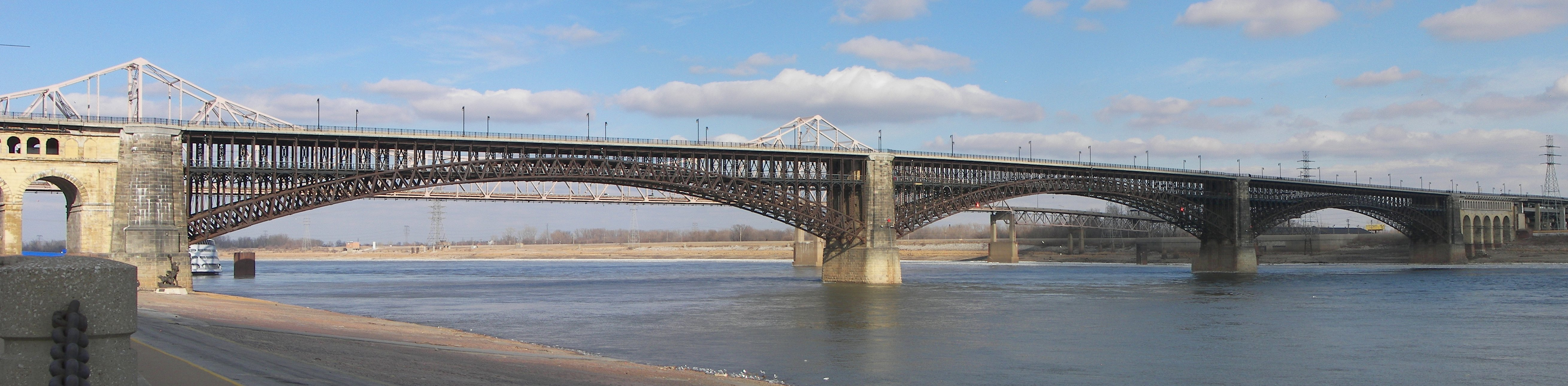
Puente Eads, San Luis.

Eads diseñó y construyó el primer puente de carretera y ferrocarril para cruzar el río Misisipi en San Luis. El puente Eads, construido entre 1867 y 1874, fue el primer puente de un tamaño significativo construido con acero y cuando se terminó era el puente de arco más largo del mundo. Eads fue el primer constructor de puentes que empleó el sistema de vigas en voladizo (cantilever), que permitió que continuara el tráfico de barcos de vapor en el río durante la construcción. El puente se encuentra actualmente en uso, llevando a la vez el tráfico de automóviles y ferroviario.